# Faia (Cabeceiras de Basto)
Faia es una freguesia portuguesa del concelho de Cabeceiras de Basto, con 5,17 km² de superficie y 687 habitantes (2001). Su densidad de población es de 132,9 hab/km².